# 倉持若菜
倉持 若菜（くらもち わかな、4月10日 - ）は、日本の女性声優。群馬県出身。クレアボイス所属。

## 略歴
東京ナレーション演技研究所出身。2020年4月1日よりクレアボイスに準所属。
2021年、『死神坊ちゃんと黒メイド』のカフ役に抜擢。これが初のオーディションで決まった役となった。

## 人物
趣味・特技として空手と長距離走をそれぞれ挙げている。

## 出演
太字はメインキャラクター。

### テレビアニメ
2020年
- ラブライブ!虹ヶ咲学園スクールアイドル同好会（2020年 - 2022年、女子中学生、女性） - 2シリーズ

2021年
- SSSS.DYNAZENON（子供たち、女子生徒γ） - 2023年に劇場総集編公開
- 幼なじみが絶対に負けないラブコメ（竹中かなえ）
- 死神坊ちゃんと黒メイド（2021年 - 2024年、カフ） - 3シリーズ
- 吸血鬼すぐ死ぬ（2021年 - 2023年、店員、赤ちゃんマジロ、あっちゃん） - 2シリーズ

2022年
- 天才王子の赤字国家再生術（女官）
- 社畜さんは幼女幽霊に癒されたい。（ゆうれい）
- 金装のヴェルメイユ〜崖っぷち魔術師は最強の厄災と魔法世界を突き進む〜（リリア・クーデルフェイト）
- Extreme Hearts（高尾雅）
- シャインポスト（彼女）

2023年
- アルスの巨獣（シャルト）
- 人間不信の冒険者たちが世界を救うようです（店員、受付嬢〈ニュービーズ〉）
- 英雄王、武を極めるため転生す 〜そして、世界最強の見習い騎士♀〜（リーゼロッテ・アールシア）
- UniteUp!（2023年 - 2025年、京子） - 2シリーズ
- 転生貴族の異世界冒険録〜自重を知らない神々の使徒〜（ベラ）
- ライアー・ライアー（彩園寺更紗、ドッペルゲンガー）
- AIの遺電子（女子生徒A）
- 実は俺、最強でした?（リザ）
- うちの会社の小さい先輩の話（花岡）
- 星屑テレパス（生徒）
- ゴブリンスレイヤーII（戦女神神官）

2024年
- 道産子ギャルはなまらめんこい（翼〈子供〉）
- ブルーアーカイブ The Animation（ゲヘナ風紀委員）
- 逃げ上手の若君（栄）

2025年
- ボールパークでつかまえて!（キサ）
- 一瞬で治療していたのに役立たずと追放された天才治癒師、闇ヒーラーとして楽しく生きる（シャルロッテ）
- ざつ旅-That's Journey-（高橋）
- 気絶勇者と暗殺姫（受付嬢）

### ゲーム
- 一騎学園 〜進撃!当千の魔法少女〜（2019年）
- モンスターストライク（2023年、ねね[22]）
- アズールレーン（2023年 - 2025年、サン・マルチーニョ、ユミア・リースフェルト[23]）
- グランドサマナーズ（2024年、マーレット）
- ゴブリンスレイヤー -ANOTHER ADVENTURER- NIGHTMARE FEAST（2024年、氷売りの少女）
- 逆転オセロニア（2024年、ニヌルタ）
- ユミアのアトリエ ～追憶の錬金術士と幻創の地～（2025年、ユミア・リースフェルト[24]）
- 無双アビス（2025年、ユミア・リースフェルト）
- レスレリアーナのアトリエ 〜千の国々と万物の管理者〜（2025年、ユミア・リースフェルト）

### ドラマCD
- 友達の妹が俺にだけウザい（2020年、女性生徒[25]） - 小説第5巻ドラマCD付き特装版

### デジタルコミック
- ほんわか魔女を目指していたら、史上最強の杖に選ばれました。なんで!?（2024年、女子生徒1、司会の先生[26]）
- 悪役令嬢ルートがないなんて、誰が言ったの?（2024年、カリン[27]）

### その他コンテンツ
- PV『貴サークルは"救世主"に配置されました』（2020年、ナレーション[28]）
- ボイスドラマ『Extreme Hearts S×S×S』（2022年、高尾雅）
- ボイスドラマ『幕末動乱美少女伝』（2024年、川村純義、近藤勇）
- PV『死に戻り公女は繰り返す世界を終わらせたい』（2024年、リリアンナ[29]）
- ボイスドラマ『戦国繚乱美少女伝』（2025年、柴田勝家）

## ディスコグラフィ

### キャラクターソング
| 発売日         | 商品名                                                             | 歌 | 楽曲            | 備考                                         |
| -------------- | ------------------------------------------------------------------ | --- | --------------- | -------------------------------------------- |
| 2021年10月13日 | 死神坊ちゃんと黒メイド サウンドトラック&キャラクターソングアルバム | 坊ちゃん（花江夏樹）、アリス（真野あゆみ）、ロブ（大塚芳忠）、ヴィオラ（水瀬いのり）、カフ（倉持若菜）、ザイン（神谷浩史） | 「Make a wish」 | テレビアニメ『死神坊ちゃんと黒メイド』挿入歌 |

### シリーズ一覧
1. ↑  第1期（2020年）、第2期（2022年）
2. ↑  第1期（2021年）、第2期（2023年）、第3期（2024年）
3. ↑  第1期（2021年）、第2期『2』（2023年）
4. ↑  第1期（2023年）、第2期『-Uni:Birth-』（2025年）